# Olomouc
Olomouc (phát âm tiếng Séc: [ˈolomou̯ts]; phương ngữ Haná Olomóc hay Holomóc, tiếng Đức Olmütz hay Ollmütz, tiếng Ba Lan Ołomuniec, tiếng Latin Eburum hay Olomucium) là một thành phố ở Moravia, phía đông Cộng hòa Séc. Thành phố nằm bên sông Morava. Cột Chúa Ba Ngôi ở Olomouc là di sản thế giới UNESCO từ năm 2000.
Tài liệu đầu tiên đề cập một khu định cư ở Olomouc là gần 1000 năm trước, khi Biên niên sử Kosmas mô tả một lâu đài kiên cố nhìn ra pháo đài  sông Morava quan trọng trên tuyến đường giữa Kraków và Praha. Giữa thế kỷ 16 và 19, Olomouc có vai trò là một pháo đài quan trọng chiến lược. Thành phố ngày nay là thủ phủ của chính quyền khu vực, các địa hạt tổng giáo chủ Moravia và các trường đại học lâu đời nhất ở Moravia, Đại học Palacky (Università Palackého).
Truyền thuyết cho rằng thành phố được thành lập bởi Julius Caesar. Người ta không chắc rằng Caesar thực sự đích thân viếng thăm nơi này, nhưng người ta biết rằng thành phố đã là một doanh trại quân đội La Mã với tên Julii Mons (đồi Julius). Tên này đã dần dần bị trại đi để hình thức hiện tại của nó, Olomouc - đó là phát âm 'Olo-mowts. Ảnh hưởng La Mã là niềm tự hào của thành phố, và thể hiện trong nhiều lĩnh vực.
Là nơi có Đại học Palacky, Olomouc là thành phố sinh viên lớn nhất của đất nước tính theo tỷ lệ phần trăm dân số. Đại học Palacky là một trong những trường đại học lớn nhất và uy tín nhất trong nước và chỉ có Đại học Charles ở Prague có một lịch sử lâu hơn. Trong năm học, dân số của thành phố là tăng khoảng 20.000 sinh viên, tạo cho thành phố một cảm giác sôi động của cuộc sống và năng lượng. Điều này là quan trọng cần nhớ nếu bạn muốn thưởng thức cuộc sống về đêm thịnh vượng của thành phố - nhiều quán bar và câu lạc bộ phụ thuộc vào số lượng sinh viên và đóng cửa cho kỳ nghỉ mùa hè.
Olomouc đã là trụ sở của Đức Tổng Giám mục Công giáo trong gần 1.000 năm, và do đó có một số các nhà thờ được trang trí đẹp nhất ở Trung Âu - mặc dù họ sẽ không xuất hiện trong nhiều hướng dẫn du lịch.